# Ensayo sobre el don
Ensayo sobre el don, en su forma completa Ensayo sobre el don, forma y función del intercambio en las sociedades arcaicas; también conocido como El don o El regalo, (en el original francés: Essai sur le don. Forme et raison de l'échange dans les societés archaiques) es una obra del antropólogo Marcel Mauss, publicada en 1923-1924 en la revista Année Sociologique. Trata sobre los métodos de intercambio en las sociedades arcaicas. Es considerado el escrito más célebre del autor.
El Ensayo es reconocido como el estudio de carácter etnográfico, antropológico y sociológico más temprano e importante sobre la reciprocidad, el intercambio y el origen antropológico del contrato.

## La obraEnsayo sobre el don

### Publicación deEnsayo sobre el don
La obra original de Mauss fue publicada bajo el nombre: Essai sur le don. Forme et raison de l'échange dans les societés archaiques (Ensayo sobre el don. Forma y razón del intercambio en las sociedades arcaicas) y fue publicado originalmente en L'Année Sociologique en el número de 1923–1924 (publicado en 1925).

### Estructura de la obraEnsayo sobre el don
- Introducción. Epígrafe. Programa. Método empleado
- Prestación. Don y [uhbyhi]
- 1.- Los dones intercambiados y la obligación de devolverlos (polinesia)

- 1.1. Prestación total, bienes uterinos contra bienes masculinos (Samoa)
- 1.2. El espíritu de la cosa dada (Maorí)
- 1.3. Otros temas: la obligación de dar, la obligación de recibir
- 1.4. Observación. El presente hecho a los hombres y el presente hecho a los dioses

- Otra observación sobre la limosna

- 2.- Extensión del sistema. Liberalidad, honor, moneda

- 2.1. Reglas de la generosidad. Islas Andamán
- 2.2. Principios, razones e intensidad de los intercambios de dones (Melanesia)

- Nueva Caledonia
- Trobriand
- Otras sociedades melanesias

- 3.- Noroeste de América del Norte

- El honor y el crédito
- Las tres obligaciones: dar, recibir, devolver
- La fuerza de las cosas
- La "moneda de renombre"
- Primera conclusión

- 3.- Supervivencia de estos principios en los derechos antiguos y en las economías antiguas

- 3.1. Derecho personal y derecho real (derecho romano muy antiguo)

- Escolio
- Otros derechos indoeuropeos

- 3.2. Derecho hindú clásico

- Teoría del don

- 3.3. Derecho germánico (la prenda y el don)

- Derecho celta
- Derecho chino

- 4.- Conclusión

- 4.1. Conclusiones de moral
- 4.2. Conclusiones de sociología económica y de economía política
- 4.3. Conclusión de sociología general y de moral

- Bibliografía

### Contenido de la obraEnsayo sobre el don
El ensayo de Mauss trata la manera en que el intercambio de objetos entre los grupos articula y construye las relaciones entre ellos. Sostuvo que donar o dar un objeto (don) hace grande al donante y crea una obligación inherente en el receptor por la que tiene que devolver el regalo. La serie resultante de los intercambios que se dan entre los individuos de un grupo -y entre otros grupos distintos- establece una de las primeras formas de economía social y solidaridad social utilizada por los seres humanos. El don establece fuertes relaciones de correspondencia, hospitalidad, protección y asistencia mutuas.
El ensayo está construido con una amplia gama de estudios sobre grupos etnográficos. Mauss aprovechó la experiencia y los datos de estudio de Bronisław Malinowski sobre el Intercambio kula de los pobladores de las Islas Trobriand, la institución del Potlatch en los indios de la costa del Pacífico noroeste de Norteamérica y otros estudios etnográficos sobre pobladores de la Polinesia que demuestran la generalización de la práctica de los regalos o dones en sociedades no europeas. En las secciones posteriores del libro se examina la historia de la India, y se sugiere que los rastros de intercambio de regalos se puede encontrar también en sociedades más desarrollados. En las conclusiones del libro Marcel Mauss sugiere que las sociedades laicas industrializadas, podrían beneficiarse si reconociesen la práctica del don (intercambio de regalos).

## Influencia
Marcel Mauss fue el inspirador de toda una parte de la reflexión sobre la antropología y de manera especial sobre la antropología económica, al mostrar que el don es agonista, ya que el vínculo no mercantil (cambios no remunerados ni inmediatamente correspondidos), a la vez que crea un vínculo social, «obliga» a quien lo recibe. Dicho receptor solo se puede liberar por medio de un «contradon». Para Mauss, el don es esencial en la sociedad humana.
También ha influido en los filósofos, estudiosos de numerosas áreas de conocimiento, artistas y activistas políticos, incluyendo a Georges Bataille, David Graeber, Louis Gernet, Émile Benveniste, Claude Lévi-Strauss, Marshall Sahlins, Edward Evan Evans-Pritchard, Karl Polanyi, Maurice Godelier, Pierre Bourdieu, Maurice Merleau-Ponty, Jacques Derrida y recientemente el programador informático Eric S. Raymond.
De forma reciente el crítico cultural Lewis Hyde ha relacionado el concepto del don con el mundo del arte y la creatividad, argumentando en su libro "The Gift" que el arte implica una forma de don, puesto que al contrario que muchas otras mercancías, su consumo no lo agota. No es necesario poseerlo para poder disfrutarlo. De esta forma se hace evidente el vínculo entre la noción del don y la del procomún. 

### El don y el software libre
A la vista de algunos de los postulados del hacker Eric S. Raymond en su obra defensora del software libre (La catedral y el bazar - 1997, Colonizando la noosfera y El caldero mágico) podría llegar a considerarse el fenómeno del software libre como una actualización y una posible reinterpretación de los fenómenos antropológicos de la economía del don y del prestigio. Hoy en día muchos ven la obra de Marcel Mauss como una sugerente guía de cómo al donar o dar se puede promover una mejor manera de vivir en sociedad.

### Ediciones deEnsayo sobre el don
En español
- 2009 - Ensayo sobre el don : forma y función del intercambio en las sociedades arcaicas. (Bucci, Julia, trad.), Katz Barpal Editores S.L., ISBN 978-84-96859-66-1.

En inglés
El Ensayo sobre el don fue publicado como libro en inglés en dos traducciones distintas:
- 1954 - Ian Cunnison (traductor)
- 1990 - W.D. Halls (traductor)